# Zbrodnia gąsawska

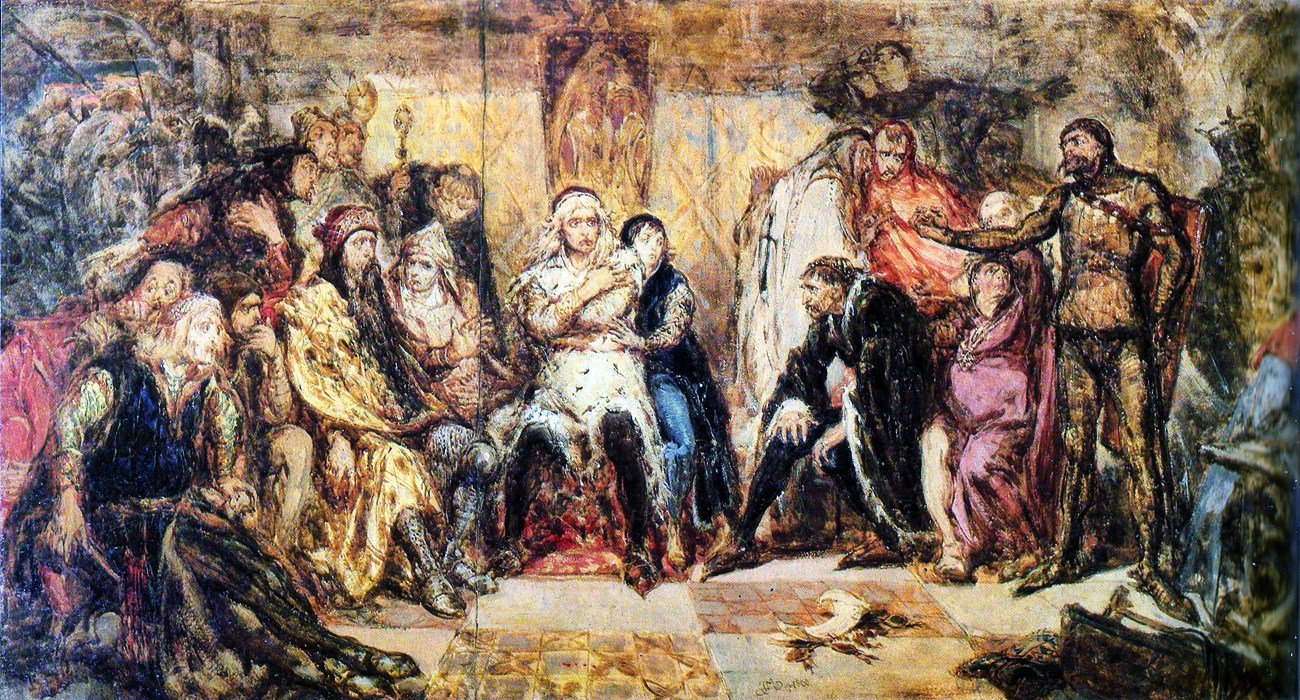
"Sejm w Gąsawie", szkic Jana Matejki z 1866 roku

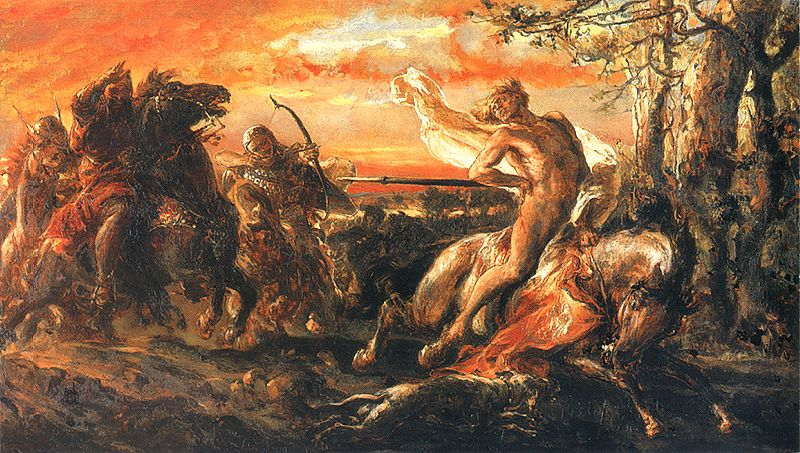
"Śmierć Leszka Białego", olej na desce Jana Matejki z 1880 roku

Zbrodnia gąsawska, nazywana także krwawą łaźnią w Gąsawie – najazd oddziału Świętopełka pomorskiego na zjazd władców Leszka Białego, Henryka Brodatego i Konrada I mazowieckiego dokonany 24 listopada 1227 roku w Gąsawie, w wyniku którego Henryk Brodaty został ciężko ranny, a Leszek Biały poniósł śmierć. 

## Przebieg
Zamach został przeprowadzony 24 listopada 1227 r. przez zbrojny oddział uznawany za powiązany ze Świętopełkiem pomorskim. Henryk Brodaty został zaatakowany w łóźku i ciężko raniony. Atak na Leszka Białego przeprowadzono w łaźni, w której przebywał. Początkowo księciu krakowskiemu udało się uciec i ruszyć konno w kierunku Gniezna. Został jednak dopadnięty w Marcinkowie i tam zamordowany.

## Kontrowersje
Zbrodnia gąsawska jest przedmiotem zainteresowania historyków nie tylko z uwagi na okoliczności zabójstwa, ale również ze względu na wpływ tego wydarzenia na dzieje Polski Piastów. Leszek Biały był bowiem ostatnim księciem krakowskim, który zachował resztki zwierzchnictwa nad pozostałymi Piastami.
Historycy są w zasadzie zgodni jedynie w kwestii daty śmierci Leszka Białego oraz jej miejsca.
Rozbieżności na temat śmierci Leszka Białego dotyczą przede wszystkim kwestii zleceniodawcy i wykonawcy zabójstwa. W literaturze jako inicjatora wydarzeń wskazuje się przede wszystkim Świętopełka pomorskiego oraz Władysława Odonica, ale także Władysława Laskonogiego i Henryka Brodatego. W konsekwencji do podejrzanych zalicza się całą ówczesną rodzinę Piastów z wyjątkiem rodzonego brata Leszka Białego, Konrada I mazowieckiego, oraz księcia opolskiego, Kazimierza I.
Kontrowersje budzi również precyzyjne określenie celu zjazdu w Gąsawie, za który uznaje się między innymi próbę polubownego rozwiązania sporu pomiędzy Władysławem Laskonogim i Władysławem Odonicem. Tłem tego konfliktu była ekspansja terytorialna Władysława Odonica i zajęcie w 1223 roku Ujścia nad Notecią i w 1225 roku w Nakła, które to wydarzenia przyczyniły się do zacieśnienia stosunków Władysława Laskonogiego z Henrykiem Brodatym i Leszkiem Białym. Leszek Biały, mimo zapowiedzi wsparcia Władysława Laskonogiego, odwlekał konfrontację z Odonicem, co doprowadziło do podjęcia działań bezpośrednio przez Władysława Laskonogiego, które jednak zakończyły się klęską pod Ujściem w 1227 roku. Wtedy to Władysław Laskonogi zwrócił się do swoich sojuszników o pomoc, jednak Leszek Biały, zamiast ruszyć na wojnę, zdecydował się użyć swego wpływu w celu polubownego zakończenia sporu obu Władysławów, zwołując zjazd międzydzielnicowy do Gąsawy, leżącej na terytorium księstwa wielkopolskiego, chcąc przy okazji uregulować stosunki z sojusznikiem Odonica, Świętopełkiem.
Niewyjaśnioną kwestią jest także  brak jakichkolwiek sankcji kościelnych czy politycznych wobec Odonica i Świętopełka podejrzanych o zabójstwo lub co najmniej o jego zorganizowanie. Wprawdzie Odonic był w dobrych stosunkach z episkopatem, nie tłumaczy to jednak zupełnie obojętności Kościoła wobec wydarzeń w Gąsawie. Rozważana jest koncepcja, że kościół wprawdzie podjął działania, ale ich dowody nie dochowały się do naszych czasów. O tym, że o winie Władysława Odonica, choćby tylko moralnej, był przekonany Henryk Brodaty, może świadczyć układ z 1234 roku, w którym książę wielkopolski Władysław zobowiązuje się nie godzić na życie Henryka lub jego syna, co nie jest zwyczajowo przyjęte przy zawieraniu układów politycznych. 

## Konsekwencje
Następstwa śmierci Leszka Białego były dla dziejów Polski niezwykle poważne, stały się bowiem przyczyną usamodzielnienia się Pomorza Gdańskiego. Żaden z późniejszych książąt nie sięgnął już nigdy po władzę princepsa.

## Literatura
- Kujot Stanisław, Samodzielność książąt pomorskich i „Zbrodnia Gąsawska”, w: Warta 1, za 1875 rok, nr 24 – 25
- Kłodziński Adam, Stosunki Laskonogiego z Odonicem 1202 – 1231, w: Księga pamiątkowa uczniów Uniwersytetu Jagiellońskiego, Kraków 1900 (zwłaszcza s. 137 i następne)
- Labuda Gerard, Śmierć Leszka Białego (1227), w: Roczniki Historyczne, rocznik LXI, za 1995, s. 7 – 35.
- Mularczyk Jerzy, Od Bolesława Chrobrego do Bolesława Rogatki, Wrocław 1994, s. 115.
- Semkowicz Aleksander, Zbrodnia Gąsawska, w: Ateneum, Pisma naukowe i literackie, t. III, Warszawa 1886, s. 328 – 348.
- Smolka Stanisław, Henryk Brodaty. Ustęp z dziejów Polski Piastowskiej, Lwów 1872 (zwłaszcza s. 32 i następne)
- Umiński Józef, Śmierć Leszka Białego, w: Nasza przeszłość, 2, 1947, s. 3 – 28.
- Zachorowski Stanisław, Wiek XIII i panowanie Władysława Łokietka, w: Dzieje Polski Średniowiecznej, Kraków 1995, s. 250 – 252.
- Zientara Benedykt, Henryk Brodaty i jego czasy, Warszawa 1975, s. 232 i n.